# サッカー日本代表の国際親善試合
本項目では、サッカー日本代表（日本女子代表や年代別日本代表を含む）の国際親善試合のうち、日本サッカー協会 (JFA) が主催する試合について記す。
大会の多くについて日本サッカー協会のオフィシャルスポンサーであるキリングループが特別後援する「キリンチャレンジカップ」（英: KIRIN CHALLENGE CUP）や、同じくMS&ADインシュアランスグループホールディングスが特別協賛する「MS&ADカップ」（英: MS&AD CUP）などのタイトルがつけられる。「カップ」と銘打たれているが、継続的に開催される大会ではなく、ほとんどがワンマッチ形式の試合である。
なお、複数チームを招聘して開催されるキリンカップサッカーについては当該項を参考のこと。このページに記載のない試合については、その年の各代表のページまたは各大会のページを参照されたい。

## 概要

### サッカー日本代表とキリン
キリングループとサッカー日本代表の関係は1978年に麒麟麦酒がサッカー日本代表の招待大会「ジャパンカップ（後のキリンカップサッカー）」の冠スポンサーとして就任したのが始まりである。その後1998年にはキリンビバレッジもJFAとオフィシャルスポンサー契約を締結し、さらには2000年に各世代代表や女子代表へとグループの支援対象を拡充する。
1998年（平成10年）10月にフィリップ・トルシエ監督就任後最初の国際試合として「キリンチャレンジ」として日本代表vsエジプト代表の試合を開催。それ以後2000年（平成12年）まで「キリンチャレンジ」「キリンビバレッジ・サッカー」と題して開催されてきたが、2001年（平成13年）からA代表の全ての試合において「キリンチャレンジカップ」と題して開催するようになる。
2010年代以後は、国際Aマッチの日程の都合上キリンカップサッカーが開催できない年があり、5-6月の本来キリンカップの行われる時期に、その振替大会として本大会が行われる年がある。
なお、勝利チーム（引き分けの場合は双方）にはキリンカップサッカーと同様に、勝利者杯（キリンチャレンジカップ）と、副賞としてキリングループの飲料がそれぞれ1年分贈られる。

### キリン以外によるスポンサード
2008年（平成20年）からMS&ADインシュアランスグループホールディングス傘下の三井住友海上火災保険が日本代表サポーティングカンパニー契約を開始。JFAメジャーパートナー契約 の合意は同グループが第1号になった。2015年（平成27年）からはキリングループ以外でもサポーティングスポンサーによる日本女子代表（なでしこジャパン）の冠試合（『MS&ADカップ』など）が開催されるようになった。
2023年（令和5年）には、同年にJFAメジャーパートナーを締結したみずほフィナンシャルグループの特別協賛で『MIZUHO BLUE DREAM MATCH』が開催された。
2024年（令和6年）には、JFAメジャーパートナーのTOYO TIREの特別協賛で『TOYO TIRES CUP』が開催された。
三井住友海上・みずほFG以外には日本航空 (JAL)、クレディセゾン（「SAISON CARD」名義）でスポンサードを行ったことがある。

### その他
2003年（平成15年）5月31日に行われた対韓国戦は東アジアサッカー選手権2003がSARSの影響で開催が延期したことに伴い急遽試合が組まれたため、2004年（平成16年）2月12日に行われた対イラク戦については「イラク復興支援サッカー国際親善試合」として行われ、キリンチャレンジカップとして開催されていない（なお、この2試合とも国立霞ヶ丘競技場陸上競技場で開催された）。
また、海外で開催される国際親善試合については基本的にJFA主導の冠スポンサーがつくことは少ない。

## 試合日程・結果
日付は、すべて日本標準時 (UTC+9)で記す。
- 凡例

○ 勝ち
△ 引き分け
● 負け

### 1998年（平成10年）
| 日付     | カテゴリー | 結果 | スコア | 対戦相手 | 試合会場           |
| -------- | ---------- | ---- | ------ | -------- | ------------------ |
| 10月28日 | A          | ○    | 1-0    | エジプト | 大阪長居スタジアム |

### 1999年（平成11年）
| 日付   | カテゴリー | 結果 | スコア | 対戦相手 | 試合会場           |
| ------ | ---------- | ---- | ------ | -------- | ------------------ |
| 9月8日 | A          | △    | 1-1    | イラン   | 横浜国際総合競技場 |

### 2000年（平成12年）
| 日付    | カテゴリー | 結果 | スコア | 対戦相手         | 試合会場         |
| ------- | ---------- | ---- | ------ | ---------------- | ---------------- |
| 8月16日 | A          | ○    | 3-1    | アラブ首長国連邦 | 広島ビッグアーチ |

### 2001年（平成13年）
| 日付    | カテゴリー | 結果 | スコア | 対戦相手 | 試合会場           |
| ------- | ---------- | ---- | ------ | -------- | ------------------ |
| 11月7日 | A          | △    | 1-1    | イタリア | 埼玉スタジアム2002 |

### 2002年（平成14年）
| 日付     | カテゴリー | 結果 | スコア       | 対戦相手     | 試合会場           |
| -------- | ---------- | ---- | ------------ | ------------ | ------------------ |
| 3月21日  | A          | ○    | 1-0          | ウクライナ   | 大阪長居スタジアム |
| 4月17日  | A          | △    | 1-1          | コスタリカ   | 横浜国際総合競技場 |
| 5月25日  | A          | △    | 1-1          | スウェーデン | 国立霞ヶ丘競技場   |
| 10月16日 | A          | △    | 1-1 レポート | ジャマイカ   | 国立霞ヶ丘競技場   |
| 11月20日 | A          | ●    | 0-2 レポート | アルゼンチン | 埼玉スタジアム2002 |

### 2003年（平成15年）
| 日付     | カテゴリー | 結果 | スコア       | 対戦相手     | 試合会場         |
| -------- | ---------- | ---- | ------------ | ------------ | ---------------- |
| 8月20日  | A          | ○    | 3-0 レポート | ナイジェリア | 国立霞ヶ丘競技場 |
| 9月10日  | A          | ●    | 0-1 レポート | セネガル     | 新潟スタジアム   |
| 11月19日 | A          | △    | 0-0 レポート | カメルーン   | 大分ビッグアイ   |

### 2004年（平成16年）
| 日付     | カテゴリー | 結果 | スコア       | 対戦相手             | 試合会場                 | 備考               |
| -------- | ---------- | ---- | ------------ | -------------------- | ------------------------ | ------------------ |
| 2月7日   | A          | ○    | 4-0 レポート | マレーシア           | カシマサッカースタジアム |                    |
| 2月8日   | U-23       | △    | 1-1          | イラン               | 埼玉スタジアム2002       |                    |
| 2月21日  | U-23       | ○    | 2-0          | 韓国                 | 大阪長居スタジアム       |                    |
| 7月25日  | U-23       | ●    | 0-1          | オーストラリア       | 大阪長居スタジアム       |                    |
| 7月30日  | 女子       | ○    | 3-0          | カナダ               | 国立霞ヶ丘競技場         | U-23代表の前座扱い |
| 7月30日  | U-23       | ○    | 4-0          | ベネズエラ（A代表）  | 国立霞ヶ丘競技場         |                    |
| 8月18日  | A          | ●    | 1-2 レポート | アルゼンチン         | エコパスタジアム         |                    |
| 12月16日 | A          | ●    | 0-3 レポート | ドイツ               | 横浜国際総合競技場       |                    |
| 12月18日 | 女子       | ○    | 11-0         | チャイニーズタイペイ | 西が丘サッカー場         |                    |

### 2005年（平成17年）
| 日付     | カテゴリー | 結果 | スコア       | 対戦相手         | 試合会場           |
| -------- | ---------- | ---- | ------------ | ---------------- | ------------------ |
| 1月29日  | A          | ○    | 4-0 レポート | カザフスタン     | 横浜国際総合競技場 |
| 2月2日   | A          | ○    | 3-0 レポート | シリア           | 埼玉スタジアム2002 |
| 5月21日  | 女子       | ○    | 6-0 レポート | ニュージーランド | 西が丘サッカー場   |
| 9月7日   | A          | ○    | 5-4 レポート | ホンジュラス     | 宮城スタジアム     |
| 11月16日 | A          | ○    | 1-0 レポート | アンゴラ         | 国立霞ヶ丘競技場   |

### 2006年（平成18年）
| 日付    | カテゴリー | 結果 | スコア       | 対戦相手             | 試合会場         |
| ------- | ---------- | ---- | ------------ | -------------------- | ---------------- |
| 2月18日 | A          | ○    | 2-0 レポート | フィンランド         | エコパスタジアム |
| 3月30日 | A          | ○    | 1-0 レポート | エクアドル           | 大分ビッグアイ   |
| 8月9日  | A          | ○    | 2-0 レポート | トリニダード・トバゴ | 国立霞ヶ丘競技場 |
| 10月4日 | A          | ●    | 0-1 レポート | ガーナ               | 日産スタジアム   |

### 2007年（平成19年）
| 日付    | カテゴリー | 結果 | スコア       | 対戦相手       | 試合会場                                 | 備考                                           |
| ------- | ---------- | ---- | ------------ | -------------- | ---------------------------------------- | ---------------------------------------------- |
| 2月21日 | U-23       | △    | 0-0 レポート | アメリカ合衆国 | 熊本県民総合運動公園陸上競技場（KKWING） |                                                |
| 3月24日 | A          | ○    | 2-0 レポート | ペルー         | 日産スタジアム                           |                                                |
| 8月22日 | A          | ○    | 2-0 レポート | カメルーン     | 九州石油ドーム                           |                                                |
| 8月30日 | 女子       | △    | 0-0 レポート | カナダ         | 国立霞ヶ丘競技場                         | 2007 FIFA女子ワールドカップ 壮行試合として実施 |
| 9月2日  | 女子       | ○    | 2-1 レポート | ブラジル       | フクダ電子アリーナ                       | 2007 FIFA女子ワールドカップ 壮行試合として実施 |

### 2008年（平成20年）
| 日付     | カテゴリー | 結果 | スコア                    | 対戦相手                 | 試合会場                 |
| -------- | ---------- | ---- | ------------------------- | ------------------------ | ------------------------ |
| 1月26日  | A          | △    | 0-0 レポート              | チリ                     | 国立霞ヶ丘競技場         |
| 1月30日  | A          | ○    | 3-0 レポート              | ボスニア・ヘルツェゴビナ | 国立霞ヶ丘競技場         |
| 7月29日  | 女子       | ○    | 2-0 レポート              | アルゼンチン             | 国立霞ヶ丘競技場         |
| 7月29日  | U-23       | ●    | 0-1 （打ち切り） レポート | アルゼンチン             | 国立霞ヶ丘競技場         |
| 8月20日  | A          | ●    | 1-3 レポート              | ウルグアイ               | 札幌ドーム               |
| 10月9日  | A          | △    | 1-1 レポート              | アラブ首長国連邦         | 東北電力ビッグスワン新潟 |
| 11月13日 | A          | ○    | 3-1 レポート              | シリア                   | ホームズスタジアム神戸   |

### 2009年（平成21年）
| 日付     | カテゴリー | 結果 | スコア       | 対戦相手       | 試合会場         |
| -------- | ---------- | ---- | ------------ | -------------- | ---------------- |
| 2月4日   | A          | ○    | 5-1 レポート | フィンランド   | 国立霞ヶ丘競技場 |
| 10月10日 | A          | ○    | 2-0 レポート | スコットランド | 日産スタジアム   |
| 10月14日 | A          | ○    | 5-0 レポート | トーゴ         | 宮城スタジアム   |

### 2010年（平成22年）
| 日付    | カテゴリー | 結果 | スコア       | 対戦相手     | 試合会場           |
| ------- | ---------- | ---- | ------------ | ------------ | ------------------ |
| 2月2日  | A          | △    | 0-0 レポート | ベネズエラ   | 九州石油ドーム     |
| 4月7日  | A          | ●    | 0-3 レポート | セルビア     | 大阪長居スタジアム |
| 5月24日 | A          | ●    | 0-2 レポート | 韓国         | 埼玉スタジアム2002 |
| 9月4日  | A          | ○    | 1-0 レポート | パラグアイ   | 日産スタジアム     |
| 9月7日  | A          | ○    | 2-1 レポート | グアテマラ   | 大阪長居スタジアム |
| 10月8日 | A          | ○    | 1-0 レポート | アルゼンチン | 埼玉スタジアム2002 |

### 2011年（平成23年）
| 日付    | カテゴリー | 結果     | スコア       | 対戦相手         | 試合会場               |
| ------- | ---------- | -------- | ------------ | ---------------- | ---------------------- |
| 3月25日 | A          | （中止） | （中止）     | モンテネグロ     | エコパスタジアム       |
| 3月29日 | A          | （中止） | （中止）     | ニュージーランド | 国立霞ヶ丘競技場       |
| 8月10日 | A          | ○        | 3-0 レポート | 韓国             | 札幌ドーム             |
| 10月7日 | A          | ○        | 1-0 レポート | ベトナム         | ホームズスタジアム神戸 |

### 2012年（平成24年）
| 日付    | カテゴリー | 結果                                   | スコア                                 | 対戦相手                               | 試合会場                       |
| ------- | ---------- | -------------------------------------- | -------------------------------------- | -------------------------------------- | ------------------------------ |
| 2月24日 | A          | ○                                      | 3-1 レポート                           | アイスランド                           | 長居スタジアム                 |
| 4月1日  | 女子       | △                                      | 1-1 レポート                           | アメリカ合衆国                         | ユアテックスタジアム仙台       |
| 4月3日  | 女子       | アメリカ合衆国 3-0 ブラジル · レポート | アメリカ合衆国 3-0 ブラジル · レポート | アメリカ合衆国 3-0 ブラジル · レポート | フクダ電子アリーナ             |
| 4月5日  | 女子       | ○                                      | 4-1 レポート                           | ブラジル                               | ホームズスタジアム神戸         |
| 5月23日 | A          | ○                                      | 2-0 レポート                           | アゼルバイジャン                       | エコパスタジアム               |
| 7月11日 | 女子       | ○                                      | 3-0 レポート                           | オーストラリア                         | 国立霞ヶ丘競技場               |
| 7月11日 | U-23       | △                                      | 1-1 レポート                           | ニュージーランド                       | 国立霞ヶ丘競技場               |
| 8月15日 | A          | △                                      | 1-1 レポート                           | ベネズエラ                             | 札幌ドーム                     |
| 9月6日  | A          | ○                                      | 1-0 レポート                           | アラブ首長国連邦                       | 東北電力ビッグスワンスタジアム |

4月の女子の試合は、日本、ブラジル、アメリカ女子代表3か国総当りという男子のキリンカップと同様の方式で行われ、順位も3チーム間で付けられた。結果は以下の通りで、日本が優勝となった。
| 順 | チーム         | 試 | 勝 | 分 | 敗 | 得 | 失 | 差 | 点 |
| -- | -------------- | -- | -- | -- | -- | -- | -- | -- | -- |
| 1  | 日本           | 2  | 1  | 1  | 0  | 5  | 2  | +3 | 4  |
| 2  | アメリカ合衆国 | 2  | 1  | 1  | 0  | 4  | 1  | +3 | 4  |
| 3  | ブラジル       | 2  | 0  | 0  | 2  | 1  | 7  | −6 | 0  |

### 2013年（平成25年）
2012年（平成24年）12月19日に、2013年（平成25年）開催のキリンチャレンジカップ2013のスケジュールが発表された。
| 日付    | カテゴリー | 結果 | スコア       | 対戦相手         | 試合会場                   |
| ------- | ---------- | ---- | ------------ | ---------------- | -------------------------- |
| 2月6日  | A          | ○    | 3-0 レポート | ラトビア         | ホームズスタジアム神戸     |
| 5月30日 | A          | ●    | 0-2 レポート | ブルガリア       | 豊田スタジアム             |
| 6月20日 | 女子       | △    | 1-1 レポート | ニュージーランド | ベストアメニティスタジアム |
| 8月14日 | A          | ●    | 2-4 レポート | ウルグアイ       | 宮城スタジアム             |
| 9月6日  | A          | ○    | 3-0 レポート | グアテマラ       | 大阪長居スタジアム         |
| 9月10日 | A          | ○    | 3-1 レポート | ガーナ           | 横浜国際総合競技場         |

### 2014年（平成26年）
2013年（平成25年）12月12日に、2014年（平成26年）開催のキリンチャレンジカップ2014のスケジュールが発表された。2014年8月7日には追加分としてジャマイカ戦の開催が発表された。
| 日付     | カテゴリー | 結果 | スコア                    | 対戦相手         | 試合会場                     |
| -------- | ---------- | ---- | ------------------------- | ---------------- | ---------------------------- |
| 3月5日   | A          | ○    | 4-2 レポート              | ニュージーランド | 国立霞ヶ丘競技場             |
| 5月27日  | A          | ○    | 1-0 レポート              | キプロス         | 埼玉スタジアム2002           |
| 9月5日   | A          | ●    | 0-2 レポート              | ウルグアイ       | 札幌ドーム                   |
| 9月9日   | A          | ○    | 3-0 （没収試合） レポート | ベネズエラ       | 横浜国際総合競技場           |
| 10月10日 | A          | ○    | 1-0 レポート              | ジャマイカ       | デンカビッグスワンスタジアム |
| 11月14日 | A          | ○    | 6-0 レポート              | ホンジュラス     | 豊田スタジアム               |
| 11月18日 | A          | ○    | 2-1 レポート              | オーストラリア   | ヤンマースタジアム長居       |

### 2015年（平成27年）
2015年からはキリングループ以外のサポーティングスポンサーによる冠試合が開催されるようになった。
| 日付    | カテゴリー | 結果 | スコア       | 対戦相手         | 試合会場                   | 大会名                     |
| ------- | ---------- | ---- | ------------ | ---------------- | -------------------------- | -------------------------- |
| 3月27日 | A          | ○    | 2-0 レポート | チュニジア       | 大分スポーツ公園総合競技場 | キリンチャレンジカップ2015 |
| 3月31日 | A          | ○    | 5-1 レポート | ウズベキスタン   | 東京スタジアム             | JALチャレンジカップ2015    |
| 5月24日 | 女子       | ○    | 1-0 レポート | ニュージーランド | 香川県立丸亀競技場         | MS&ADなでしこカップ2015    |
| 5月28日 | 女子       | ◯    | 1-0 レポート | イタリア         | 南長野運動公園総合球技場   | キリンチャレンジカップ2015 |
| 6月11日 | A          | ◯    | 4-0 レポート | イラク           | 日産スタジアム             | キリンチャレンジカップ2015 |

### 2016年（平成28年）
| 日付     | カテゴリー | 結果 | スコア       | 対戦相手         | 試合会場                   | 大会名                     |
| -------- | ---------- | ---- | ------------ | ---------------- | -------------------------- | -------------------------- |
| 5月11日  | U-23       | ○    | 3-0 レポート | ガーナ（A代表）  | ベストアメニティスタジアム | MS&ADカップ2016            |
| 6月29日  | U-23       | ○    | 4-1 レポート | 南アフリカ共和国 | 松本平広域公園総合球技場   | キリンチャレンジカップ2016 |
| 11月11日 | A          | ○    | 4-0 レポート | オマーン         | カシマサッカースタジアム   | キリンチャレンジカップ2016 |

### 2017年（平成29年）
| 日付     | カテゴリー | 結果 | スコア       | 対戦相手         | 試合会場                   | 大会名                     |
| -------- | ---------- | ---- | ------------ | ---------------- | -------------------------- | -------------------------- |
| 4月9日   | 女子       | ○    | 3-0 レポート | コスタリカ       | うまかな・よかなスタジアム | キリンチャレンジカップ2017 |
| 6月7日   | A          | △    | 1-1 レポート | シリア           | 東京スタジアム             | キリンチャレンジカップ2017 |
| 10月6日  | A          | ○    | 2-1 レポート | ニュージーランド | 豊田スタジアム             | キリンチャレンジカップ2017 |
| 10月10日 | A          | △    | 3-3 レポート | ハイチ           | 日産スタジアム             | キリンチャレンジカップ2017 |
| 10月22日 | 女子       | ○    | 2-0 レポート | スイス           | 長野Uスタジアム            | MS&ADカップ2017            |

### 2018年（平成30年）
3月27日のウクライナ戦は「キリンチャレンジカップ 2018 in EUROPE」としてベルギーで開催され、キリンチャレンジカップで初の日本国外開催となる。
| 日付     | カテゴリー | 結果     | スコア       | 対戦相手   | 試合会場                                   | 大会名                                |
| -------- | ---------- | -------- | ------------ | ---------- | ------------------------------------------ | ------------------------------------- |
| 3月27日  | A          | ●        | 1-2 レポート | ウクライナ | スタッド・モーリス・デュフラン（ベルギー） | キリンチャレンジカップ 2018 in EUROPE |
| 4月1日   | 女子       | ○        | 7-1 レポート | ガーナ     | トランスコスモススタジアム長崎             | MS&ADカップ2018                       |
| 5月30日  | A          | ●        | 0-2 レポート | ガーナ     | 日産スタジアム                             | キリンチャレンジカップ2018            |
| 9月7日   | A          | （中止） | （中止）     | チリ       | 札幌ドーム                                 | キリンチャレンジカップ2018            |
| 9月11日  | A          | ○        | 3-0 レポート | コスタリカ | パナソニックスタジアム吹田                 | キリンチャレンジカップ2018            |
| 10月12日 | A          | ○        | 3-0 レポート | パナマ     | デンカビックスワンスタジアム               | キリンチャレンジカップ2018            |
| 10月16日 | A          | ○        | 4-3 レポート | ウルグアイ | 埼玉スタジアム2002                         | キリンチャレンジカップ2018            |
| 11月11日 | 女子       | ○        | 4-1 レポート | ノルウェー | 鳥取市営サッカー場 バードスタジアム        | 国際親善試合                          |
| 11月16日 | A          | △        | 1-1 レポート | ベネズエラ | 大分スポーツ公園総合競技場                 | キリンチャレンジカップ2018            |
| 11月20日 | A          | ○        | 4-0 レポート | キルギス   | 豊田スタジアム                             | キリンチャレンジカップ2018            |

### 2019年（平成31年/令和元年）
2018年12月11日に、2019年3月ならびに6月のキリンチャレンジカップ2019の日程と会場が発表された。また、2019年7月5日に、9月ならびに11月のキリンチャレンジカップ2019の日程と会場が発表された。
| 日付     | カテゴリー | 結果 | スコア       | 対戦相手             | 試合会場                       | 大会名                     |
| -------- | ---------- | ---- | ------------ | -------------------- | ------------------------------ | -------------------------- |
| 3月22日  | A          | ●    | 0-1 レポート | コロンビア           | 日産スタジアム                 | キリンチャレンジカップ2019 |
| 3月26日  | A          | ○    | 1-0 レポート | ボリビア             | ノエビアスタジアム神戸         | キリンチャレンジカップ2019 |
| 6月5日   | A          | △    | 0-0 レポート | トリニダード・トバゴ | 豊田スタジアム                 | キリンチャレンジカップ2019 |
| 6月9日   | A          | ○    | 2-0 レポート | エルサルバドル       | ひとめぼれスタジアム宮城       | キリンチャレンジカップ2019 |
| 9月5日   | A          | ○    | 2-0 レポート | パラグアイ           | カシマサッカースタジアム       | キリンチャレンジカップ2019 |
| 10月6日  | 女子       | ○    | 4-0 レポート | カナダ               | IAIスタジアム日本平            | 国際親善試合               |
| 11月10日 | 女子       | ○    | 2-0 レポート | 南アフリカ共和国     | 北九州スタジアム               | MS&ADカップ2019            |
| 11月17日 | U-22       | ●    | 0-2 レポート | コロンビア           | エディオンスタジアム広島       | キリンチャレンジカップ2019 |
| 11月19日 | A          | ●    | 1-4 レポート | ベネズエラ           | パナソニックスタジアム吹田     | キリンチャレンジカップ2019 |
| 12月28日 | U-22       | ○    | 9-0 レポート | ジャマイカ           | トランスコスモススタジアム長崎 | キリンチャレンジカップ2019 |

### 2020年（令和2年）
2019年12月20日に、2020年7月のキリンチャレンジカップ2020の日程と会場が発表された が、1試合も開催することができなかった。
| 日付     | カテゴリー | 結果     | スコア       | 対戦相手         | 試合会場                                             | 大会名                     |
| -------- | ---------- | -------- | ------------ | ---------------- | ---------------------------------------------------- | -------------------------- |
| 4月11日  | 女子       | （中止） | （中止）     | ニュージーランド | ユアテックスタジアム仙台                             | MS&ADカップ2020            |
| 7月16日  | 女子       | （中止） | （中止）     | 対戦国未定       | サンガスタジアム by KYOCERA                          | MS&ADカップ2020            |
| 7月17日  | U-23       | （中止） | （中止）     | 対戦国未定       | ノエビアスタジアム神戸                               | キリンチャレンジカップ2020 |
| 10月9日  | A          | △        | 0-0 レポート | カメルーン       | スタディオン・ハルヘンワールト(オランダ)             | 国際親善試合               |
| 10月13日 | A          | ○        | 1-0 レポート | コートジボワール | スタディオン・ハルヘンワールト(オランダ)             | 国際親善試合               |
| 11月13日 | A          | ○        | 1-0 レポート | パナマ           | グラーツ・リーベナウ・シュターディオン(オーストリア) | 国際親善試合               |
| 11月17日 | A          | ●        | 0-2 レポート | メキシコ         | グラーツ・リーベナウ・シュターディオン(オーストリア) | 国際親善試合               |

### 2021年（令和3年）
2020年12月16日に、キリンチャレンジカップ2021の日程と会場が発表された。
| 日付    | カテゴリー | 結果     | スコア       | 対戦相手            | 試合会場                    | 大会名                     |
| ------- | ---------- | -------- | ------------ | ------------------- | --------------------------- | -------------------------- |
| 3月25日 | A          | ○        | 3-0 レポート | 韓国                | 日産スタジアム              | 国際親善試合               |
| 3月26日 | U-24       | ●        | 0-1 レポート | アルゼンチン        | 東京スタジアム              | SAISON CARD CUP 2021       |
| 3月29日 | U-24       | ○        | 3-0 レポート | アルゼンチン        | 北九州スタジアム            | SAISON CARD CUP 2021       |
| 4月8日  | 女子       | ○        | 7-0 レポート | パラグアイ          | ユアテックスタジアム仙台    | 国際親善試合               |
| 4月11日 | 女子       | ○        | 7-0 レポート | パナマ              | 国立競技場                  | 国際親善試合               |
| 6月3日  | A          | （中止） | （中止）     | ジャマイカ          | 札幌ドーム                  | キリンチャレンジカップ2021 |
| 6月5日  | U-24       | ○        | 6-0 レポート | ガーナ              | ベスト電器スタジアム        | 国際親善試合               |
| 6月10日 | 女子       | ○        | 8-0 レポート | ウクライナ          | エディオンスタジアム広島    | 国際親善試合               |
| 6月11日 | A          | ○        | 1-0 レポート | セルビア            | ノエビアスタジアム神戸      | キリンチャレンジカップ2021 |
| 6月12日 | U-24       | ○        | 4-0 レポート | ジャマイカ（A代表） | 豊田スタジアム              | 国際親善試合               |
| 6月13日 | 女子       | ○        | 5-1 レポート | メキシコ            | カンセキスタジアムとちぎ    | MS&ADカップ2021            |
| 7月12日 | U-24       | ○        | 3-1 レポート | ホンジュラス        | ヨドコウ桜スタジアム        | キリンチャレンジカップ2021 |
| 7月14日 | 女子       | ○        | 1-0 レポート | オーストラリア      | サンガスタジアム by KYOCERA | MS&ADカップ2021            |
| 7月17日 | U-24       | △        | 1-1 レポート | スペイン            | ノエビアスタジアム神戸      | キリンチャレンジカップ2021 |

### 2022年（令和4年）
A代表の9月の2試合（いずれもドイツ・デュッセルドルフにて）は2018年以来4年ぶりとなる日本国外での「キリンチャレンジカップ」 である。
| 日付    | カテゴリー | 結果     | スコア       | 対戦相手         | 試合会場                            | 大会名                     | ハイライト動画 |
| ------- | ---------- | -------- | ------------ | ---------------- | ----------------------------------- | -------------------------- | -------------- |
| 1月21日 | A          | （中止） | （中止）     | ウズベキスタン   | 埼玉スタジアム2002                  | キリンチャレンジカップ2022 |                |
| 6月2日  | A          | ○        | 4-1 レポート | パラグアイ       | 札幌ドーム                          | キリンチャレンジカップ2022 | JFATV          |
| 6月6日  | A          | ●        | 0-1 レポート | ブラジル         | 国立競技場                          | キリンチャレンジカップ2022 | JFATV          |
| 9月23日 | A          | ○        | 2-0 レポート | アメリカ合衆国   | デュッセルドルフ・アレーナ (ドイツ) | キリンチャレンジカップ2022 | JFATV          |
| 9月27日 | A          | △        | 0-0 レポート | エクアドル       | デュッセルドルフ・アレーナ (ドイツ) | キリンチャレンジカップ2022 | JFATV          |
| 10月6日 | 女子       | ○        | 2-0 レポート | ナイジェリア     | ノエビアスタジアム神戸              | 国際親善試合               | JFATV          |
| 10月9日 | 女子       | ○        | 2-0 レポート | ニュージーランド | 長野Uスタジアム                     | MS&ADカップ2022            | JFATV          |

### 2023年（令和5年）
| 日付     | カテゴリー | 結果 | スコア               | 対戦相手       | 試合会場                     | 大会名                       | ハイライト動画 |
| -------- | ---------- | ---- | -------------------- | -------------- | ---------------------------- | ---------------------------- | -------------- |
| 3月24日  | A          | △    | 1 - 1 レポート (JFA) | ウルグアイ     | 国立競技場                   | キリンチャレンジカップ2023   | JFATV          |
| 3月28日  | A          | ●    | 1 - 2 レポート (JFA) | コロンビア     | ヨドコウ桜スタジアム         | キリンチャレンジカップ2023   | JFATV          |
| 6月15日  | A          | ○    | 6 - 0 レポート (JFA) | エルサルバドル | 豊田スタジアム               | キリンチャレンジカップ2023   | JFATV          |
| 6月20日  | A          | ○    | 4 - 1 レポート (JFA) | ペルー         | パナソニックスタジアム吹田   | キリンチャレンジカップ2023   | JFATV          |
| 7月14日  | 女子       | ○    | 5 - 0 レポート (JFA) | パナマ         | ユアテックスタジアム仙台     | MS&ADカップ2023              | JFATV          |
| 9月12日  | A          | ○    | 4 - 2 レポート (JFA) | トルコ         | セゲカ・アレーナ（ベルギー） | キリンチャレンジカップ2023   | JFATV          |
| 9月23日  | 女子       | ○    | 8 - 0 レポート (JFA) | アルゼンチン   | 北九州スタジアム             | 国際親善試合                 | JFATV          |
| 10月13日 | A          | ○    | 4 - 1 レポート (JFA) | カナダ         | デンカビッグスワンスタジアム | MIZUHO BLUE DREAM MATCH 2023 | JFATV          |
| 10月17日 | A          | ○    | 2 - 0 レポート (JFA) | チュニジア     | ノエビアスタジアム神戸       | キリンチャレンジカップ2023   | JFATV          |
| 11月18日 | U-22       | ○    | 5 - 2 レポート (JFA) | アルゼンチン   | IAIスタジアム日本平          | 国際親善試合                 | JFATV          |

### 2024年（令和6年）
| 日付     | カテゴリー | 結果 | スコア               | 対戦チーム | 会場/ 開催国                       | 試合名                                                        | ハイライト動画 |
| -------- | ---------- | ---- | -------------------- | ---------- | ---------------------------------- | ------------------------------------------------------------- | -------------- |
| 1月1日   | A          | ○    | 5 - 0 レポート (JFA) | タイ       | 国立競技場/ 日本                   | TOYO TIRES CUP 2024                                           | JFATV          |
| 3月23日  | U-23       | ●    | 1 - 3 レポート (JFA) | マリ       | サンガスタジアム by KYOCERA/ 日本  | 国際親善試合                                                  | JFATV          |
| 3月25日  | U-23       | ○    | 2 - 0 レポート (JFA) | ウクライナ | 北九州スタジアム/ 日本             | 国際親善試合                                                  | JFATV          |
| 7月13日  | 女子       | ○    | 4 - 0 レポート (JFA) | ガーナ     | 金沢ゴーゴーカレースタジアム/ 日本 | MS&ADカップ2024 ～能登半島地震復興支援マッチ がんばろう能登～ | JFATV          |
| 10月26日 | 女子       | ○    | 4 - 0 レポート (JFA) | 韓国       | 国立競技場/ 日本                   | MIZUHO BLUE DREAM MATCH 2024                                  | JFATV          |

出典: 日本代表, 日本女子代表, U-23日本代表 - 日本サッカー協会（JFA）

### 2025年（令和7年）
| 日付     | カテゴリ | 勝敗 | スコア/ マッチレポート | 対戦チーム | 会場/開催国                                    | 試合名                     | ハイライト動画 |
| -------- | -------- | ---- | ---------------------- | ---------- | ---------------------------------------------- | -------------------------- | -------------- |
| 4月6日   | 女子     | △    | 1 -1 レポート (JFA)    | コロンビア | ヨドコウ桜スタジアム/ 日本                     | 親善試合                   | JFATV          |
| 10月10日 | A        |      | v レポート (JFA)       | パラグアイ | パナソニックスタジアム吹田/ 日本               | キリンチャレンジカップ2025 |                |
| 10月14日 | A        |      | v レポート (JFA)       | 未定       | 東京スタジアム/ 日本                           | キリンチャレンジカップ2025 |                |
| 11月14日 | A        |      | v レポート (JFA)       | 未定       | 豊田スタジアム/ 日本                           | キリンチャレンジカップ2025 |                |
| 11月18日 | A        |      | v レポート (JFA)       | 未定       | 国立競技場/ 日本                               | キリンチャレンジカップ2025 |                |
| 11月29日 | 女子     |      | v レポート (JFA)       | カナダ     | 長崎スタジアムシティ（ピーススタジアム）/ 日本 | MS&ADカップ2025            |                |

出典: 日本代表, 日本女子代表, U-23日本代表 - 日本サッカー協会（JFA）